# RHS Garden Rosemoor

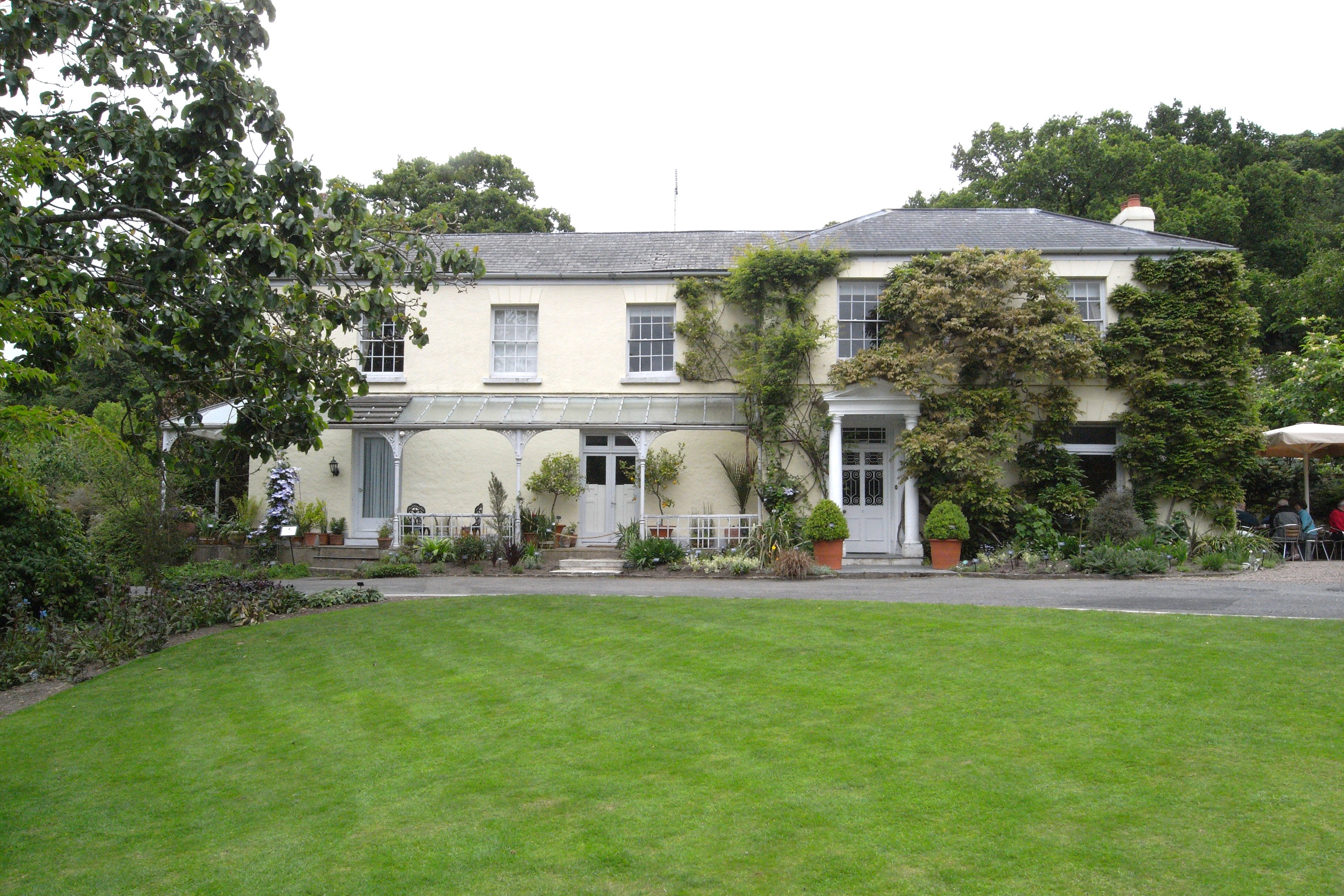
Rosemoor House

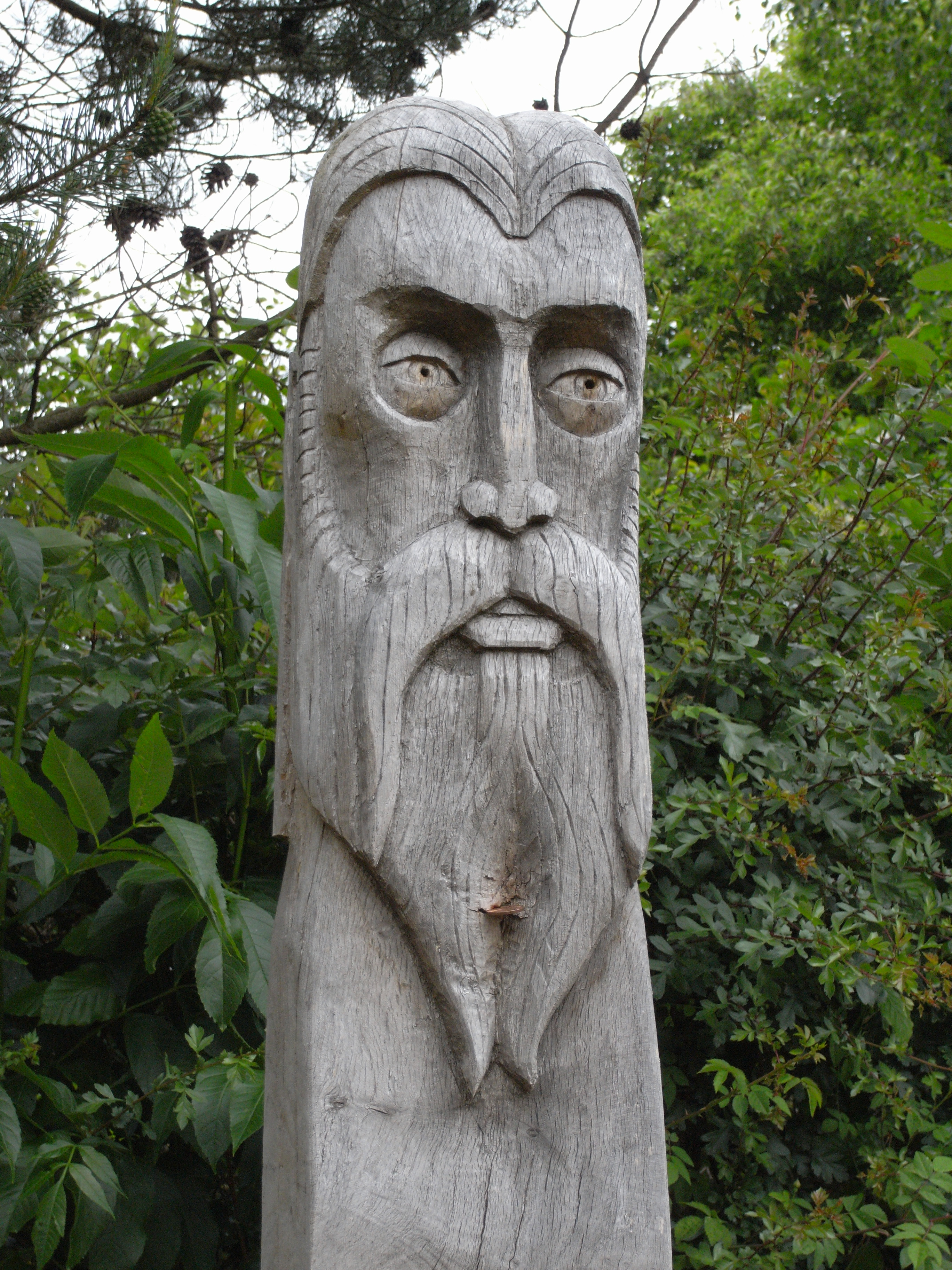
Escultura en RHS Garden Rosemoor

Rosemoor Garden es un jardín botánico de 26 hectáreas de extensión, internacionalmente reconocido, que se encuentra en North Devon, Inglaterra. Es miembro del BGCI, y presenta trabajos para la Agenda Internacional para la Conservación en los Jardines Botánicos. Se encuentra abierto al público todo el año.

## Localización
Rosemoor Garden se ubica a 1 km al sureste de Great Torrington en la A3124 a Exeter. 

## Historia
Rosemoor era originalmente parte de la finca solariega de Rolle (familia local de Devon), cuyo dueño era el coronel Graham. En 1923 el último conde de Orford, compró Rosemoor para utilizarla como casa de campo y pesca de la familia. Cuando el conde murió en 1931, pasó a ser propiedad de su hija, lady Anne Berry, y a su madre. 
En 1932 se construyó la rocalla en un terreno de tierra áspera que se dejó al descubierto al trasladar parte de su tierra fértil para el césped. Las paredes fueron construidas con la piedra recogida de la cantera (que se sitúa debajo del vivero) y las losas de pizarra para la pavimentación fueron encontrados en otra parte de la finca.
En 1947, lady Anne volvió para vivir permanentemente en Rosemoor con su marido e hijo para vivir de la granja. Por unos años funcionó la finca como granja lechera con una manada de hasta 50 vacas, más tarde la manada fue vendida y la granja se transformó en tierra de pasto que se alquilaba a los granjeros locales para pastar sus ganados.  
La historia del RHS Garden Rosemoor comienza en 1959 cuando lady Anne se contagió del sarampión de sus niños y, mientras se recuperaba en España, conoció al experto en plantas Collingwood Ingram, que la invitó a que visitara su jardín a su regreso a Inglaterra y la animó a volver a Rosemoor con algunas de sus plantas para comenzar un jardín propio.  
Durante los 30 años siguientes lady Anne creó el jardín Rosemoor, viajando por todo el mundo, recogiendo especímenes de plantas. El jardín fue abierto público por primera vez en 1967, bajo el National Gardens Scheme.
Cuando lady Anne donó la fina de Rosemoor al RHS en 1988 esta consistía en el jardín de 3.2 hectáreas (8 acres) alrededor de la casa y dunos terrenos de pastos de 13 hectáreas (32 acres). 
El jardín de Rosemoor se compone de dos áreas definidas: el jardín original de lady Anne alrededor de la casa, y el nuevo jardín, que ocupa el resto de la finca. La propiedad está junto a la B3220.
El RHS comenzó a desarrollar Rosemoor en 1989 construyendo el edificio del nuevo centro de visitantes, y el lazo de unión de las dos partes del jardín con un paso subterráneo que lleva a los visitantes bajo la B3220. Los jardines formales fueron comenzados en 1990. El jardín de Rosemoor cubre actualmente unos 65 acres y consta, aparte de una serie de jardines, de un centro de visitantes, una biblioteca, un centro de las plantas, una tienda, un restaurante y el salón de té de las glicinias. Está rodeado por extensos bosques. 

## Colecciones
- Rosaleda, con unas 2000 rosas
- Arboretum, con diversas especies de conífera]]s,  Rhododendron, brezos (Erica, Calluna)...
- Jardín de hierbas
- Jardín de árboles frutales, con diversas variedades de manzanos
- Huerto, con cultivos de verduras que se emplean en la alimentación humana
- Alpinum
- Rocalla
- Orchidaceae
- Epimedium
- Galanthus
- Hosta
- Rheum
- Daboecia
- Bulbos de la cuenca del Mediterráneo y de Oriente Medio, con diversas especies de Cyclamen, Narcissus, Crocus, Colchicum,...